# Stary cmentarz żydowski w Bychawie
Stary cmentarz żydowski w Bychawie – kirkut w Bychawie położony przy ul. Kościuszki, powstał w XVII wieku. W czasie okupacji hitlerowskiej został zdewastowany, do dzisiaj zachowały się fragmenty 2 macew. Kirkut zajmuje powierzchnię 0,6 ha.